# تقویت‌کننده‌های سیماس
تقویت‌کننده‌های سیماس از مدارهای آنالوگ بسیار پر کاربرد هستند که در رایانه‌ها، سیستم‌های صوتی، تلفن‌های هوشمند، دوربین‌های دیجیتال، سیستم‌های مخابراتی، مدارهای بایومدیکال و بسیاری دیگر از سیستم‌ها مورد استفاده قرار گرفته‌اند و عملکرد آنها تأثیر زیادی در مشخصات کلی سیستم دارد. نام انها (سیماس) نشات گرفته از ترانزیستورهای ماسفت می‌باشد. ساخت ترانزیتسورهای ماسفت ساده‌تر از ترانزیستورهای پیوندی دوقطبی می‌باشد و می‌توانند ترارسانایی کافی برای طراحی مدارهایی با عملکرد عالی را فراهم کنند. معمولاً در تقویت کننده‌ها با عملکرد عالی، از ترانزیستور نه تنها به عنوان یک تقویت کننده، بلکه به عنوان بار فعال به منظور دستیابی به بهره بالاتر و همچنین سویینگ خروجی بیشتر استفاده می‌شود که در مقایسه با بارهای مقاومتی مشخصات بهتری دارند.
تکنولوژی CMOS در درجه اول برای طراحی مدارهای دیجیتال معرفی شد. در چند دهه اخیر به منظور بهبود سرعت و توان مصرفی و دیگر جنبه‌های مدارهای مجتمع دیجیتال، ابعاد ترانزیستور ماسفت کوچکتر شده‌است (طول کانال ترانزیستور در فن آوری‌های جدیدتر کوچکتر شده‌است). این پدیده توسط گوردون مور در سال ۱۹۷۵ پیش بینی شده بود که به نام قانون مور معروف است و بیان می‌کند که در هر ۲ سال تعداد ترانزیستورهای قابل ساخت برای یک مساحت یکسان سیلیکون در مدارهای مجتمع دو برابر می‌شود (توان مصرفی و دیگر خواص آنها نیز تحت تأثیر قرار می‌گیرند). پیشرفت حاصل شده در طراحی حافظه در دهه‌های اخیر یک مثال جالب است که نشان می‌دهد که چگونه روند پیشرفت طراحی مدارهای مجتمع، ساخت مدارهای حافظه را تحت تأثیر قرار داده‌است. در سال ۱۹۵۶ یک هارد دیسک درایو(HDD) با ظرفیت 5MB وزن بیش از یک تن داشت در حالی که این روزها داشتن ۵۰۰۰۰ برابر حافظه بیشتر وزنی حدود چند ده گرم بسیار رایج است.
هرچند مدارهای مجتمع دیجیتال از ویژگی‌های کوچک شدن سایز ترانزیستور سود برده‌اند اما تقویت کننده‌های آنالوگ CMOS به خاطر محدودیت‌های طراحی آنالوگ نتوانسته‌اند از این مزیت‌ها بهره ببرند. به عنوان مثال، کاهش بهره ذاتی ترانزیستور درتکنولوژی‌های جدیدتر که طول کانال ترانزیستور کوچکتر شده‌است باعث کاهش بهره در تقویت کننده‌ها می‌شود. روش‌های جدید برای دستیابی به بهره بالا در تقویت کننده‌های آنالوگ نیز باعث مشکلات جدیدی همانند احتمال ناپایداری در کاربردهای حلقه بسته شده‌است.